# Arianna Secondini
Arianna Secondini (Chieti, 17 febbraio 1967) è una giornalista italiana.

## Biografia
Iniziò a fare la giornalista per una televisione privata abruzzese seguendo nel 1991 l'allora Serie C di calcio, soprattutto le squadre abruzzesi: Castel di Sangro, Giulianova, Teramo, Vastese, Chieti e Pescara.
Fece un salto di qualità con la promozione del Castel di Sangro in Serie B, proprio mentre Telemontecarlo cercava giornalisti per seguire la serie cadetta: Secondini passò alla TV nazionale e lavorò per le trasmissioni “Pianeta B” e “Goleada”.
In seguito arrivò a Rai Sport Satellite e si occupò dei servizi della trasmissione "Satellite C", condotta da Armando Palanza. Come giornalista della testata sportiva della RAI, si è interessata dei principali eventi del pattinaggio di figura nazionali e internazionali (tappe Grand Prix ISU, campionati europei e mondiali), dello sci alpino e del ciclismo. È sua la memorabile telecronaca dello storico oro di Carolina Kostner ai mondiali di pattinaggio del 2012. Inoltre, segue le nazionali di pallanuoto dell'Italia come inviata.
Attualmente conduce la trasmissione “Rai Lega Pro”.